# Томас де Торквемада
Тома̀с де Торквема̀да (на испански: Tomás de Torquemada) е испански духовник и пръв велик инквизитор на испанската инквизиция.

## Биография
Роден е през 1420 година в Торкемада или Валядолид в Кралство Кастилия и Леон и е племенник на кардинал Хуан де Торкемада , който бил потомък на покръстени евреи. От ранна възраст се присъединява към Доминиканския орден.
На 11 февруари 1482 г. е назначен от папа Сикст IV за инквизитор, заедно с още няколко католически духовници. Предходно Томас е бил личен изповедник на кралската фамилия на Кастилия и известен като най-решителния привърженик на изкореняването на юдействащата ерес. До назначаването на Торквемада за инквизитор в Кастилия имало само двама инквизитори, чийто ограничен ресурс не бил в състояние да се справи със злодеянията на новите християни, т.е. мараните. 

На 2 август 1483 г. папа Сикст IV издал декрет с който се създавал Свещен трибунал, начело с велик инквизитор. Великият инквизитор се назначавал от папата по предложение на краля на Кастилия, а от 1492 г. – на Испания. Великият инквизитор определял провинциални инквизитори на териториален признак. Титулът на Торквемада бил: 
| „ | Ние, братът Томас Торквемада, монах от ордена на братята проповедници, приор на манастира на светия кръст в Сеговия, духовник на краля и кралицата – нашите господари, и велик инквизитор във всичките им кралства и владения против еретическата поквара, назначен и упълномощен от светия апостолически престол. | “ |

На 17 декември 1483 г. пълномощията на великия инквизитор се разпрострели от римския папа и над Арагон, Валенсия и Каталония, където за разлика от Кастилия „старата инквизиция“ била известна още от XIII век, но бездействала. В края на 1483 г. Фердинанд II Арагонски създава института Върховен съвет на инквизицията (прераснал в Генерална асамблея на испанските инквизитори) под председателството на велик инквизитор. В задачите на Върховния съвет била и тази свързана с конфискацията на имуществото на мараните. Генералната асамблея одобрила пълния декрет за просветените, в който се изброявали точно 307 признака по които могат сигурно да се разпознаят новите християни. Всички поданици на испанската корона, под страх от отлъчване от Светата църква по-късно и считано от началото на 1481 г., били задължени в 30-дневен срок да донесат на органите на Светата инквизиция за всички подозирани в изповядването на юдаизъм. 
Томас де Торквемада е известен като инквизитор в известния процес на Светото дете от Ла Гуардия.
Томас де Торсемада е основен теоретик на испанската инквизиция, Под негово непосредствено ръководство, е съставен Кодекс на инквизицията, съдържащ 28 раздела с инструкции по инквизиционен процес. 

Делото на живота на Торквемада се увенчава с успех, след като монарсите Фердинанд Арагонски и Изабела Кастилска подписват на 31 март 1492 година Алхамбрайския декрет за изгонването на всички евреи от Испания. В този декрет-обръщение към поданнците се казва: 
| „ | Вие знаете, или вие трябва да знаете, че след като научихме, че поради многобройните си връзки с евреите някои лоши християни от нашето кралство продължават да поеврейчват или да извращават нашата свята католическа вяра. Ние бяхме наредили ... през 1480 година, евреите да живеят във всички градове изолирани ... с надежда това отделяне да тури край на злото. Освен това Ние наредихме да се установи в нашето кралство и господарство инквизицията, което и стана преди 12 години и доведе до осъждането на много виновни лица. Обаче голямото зло причинявано на християните продължи, довеждайки и до участието на евреите в похвати, които показаха, че те следват с всички средства подривното дело, за да отвърнат верующите от нашата свята католическа вяра ... Затова Ние, със съгласие и по съвест на всички прелати, благородници и рицари от нашето кралство и на другите хора на науката и съвестта, след зряло обмисляне на въпроса, решихме да заповядаме на всички евреи, мъже и жени, да напуснат нашето кралство и да не се върнат никога. С изключение на онези които ще приемат да се покръстят, всички трябва до 1 юли 1492 година да заминат, и под страх от наказание със смърт и конфискация на имуществата, да не се завърнат ... | “ |

Томас де Торквемада умира на 16 септември 1498 година в Авила.